# Jošanica (Peć)
Pour les articles homonymes, voir Jošanica.
Stankaj en albanais et Jošanica en serbe latin (en serbe cyrillique : Јошаница) est une localité du Kosovo située dans la commune/municipalité de Pejë/Peć et dans le district de Pejë/Peć. Selon le recensement kosovar de 2011, elle compte 8 habitants, tous albanais.

## Démographie

### Évolution historique de la population dans la localité
| 1948 | 1953 | 1961 | 1971 | 1981 | 1991 | 2011 |
| ---- | ---- | ---- | ---- | ---- | ---- | ---- |
| 118  | 175  | 198  | 208  | 176  | 134  | 8    |

|  |